# Église Saint-Laurent de Bouilly
L'église Saint-Laurent est une église située à Bouilly, en France.

## Description
L'église Saint-Laurent de Bouilly a été construite à partir de 1515. « Classée » depuis le 14 avril 1909, elle contient tous les objets remarquables répertoriés, 
- notamment le retable en panneaux sculptés du XVIe siècle insérés dans un montage du XIXe siècle au-dessus d'un autel réalisé par le sculpteur troyen François Joseph Valtat[4],[5],[6],[7] ;
- Une Vierge à l'enfant en calcaire polychrome doré du XVIe siècle[8] ;

- Un saint Hubert en calcaire polychrome du XVIe siècle[9] ;
- Une éducation de Marie l'enfant en chêne XVIe siècle[10] ;
- Un christ de pitié en calcaire polychrome du XVIe siècle[11] ;
- Une Vierge à l'enfant en calcaire polychrome du XIIIe siècle[12] ;
- Un saint Sébastien en calcaire polychrome du XVIe siècle[13] ;
- Sainte Marguerite terrassant le dragon en calcaire polychrome du XVIe siècle[14] de l'école troyenne ;
- Une Vierge de pitié en calcaire polychrome du XVIe siècle[15].

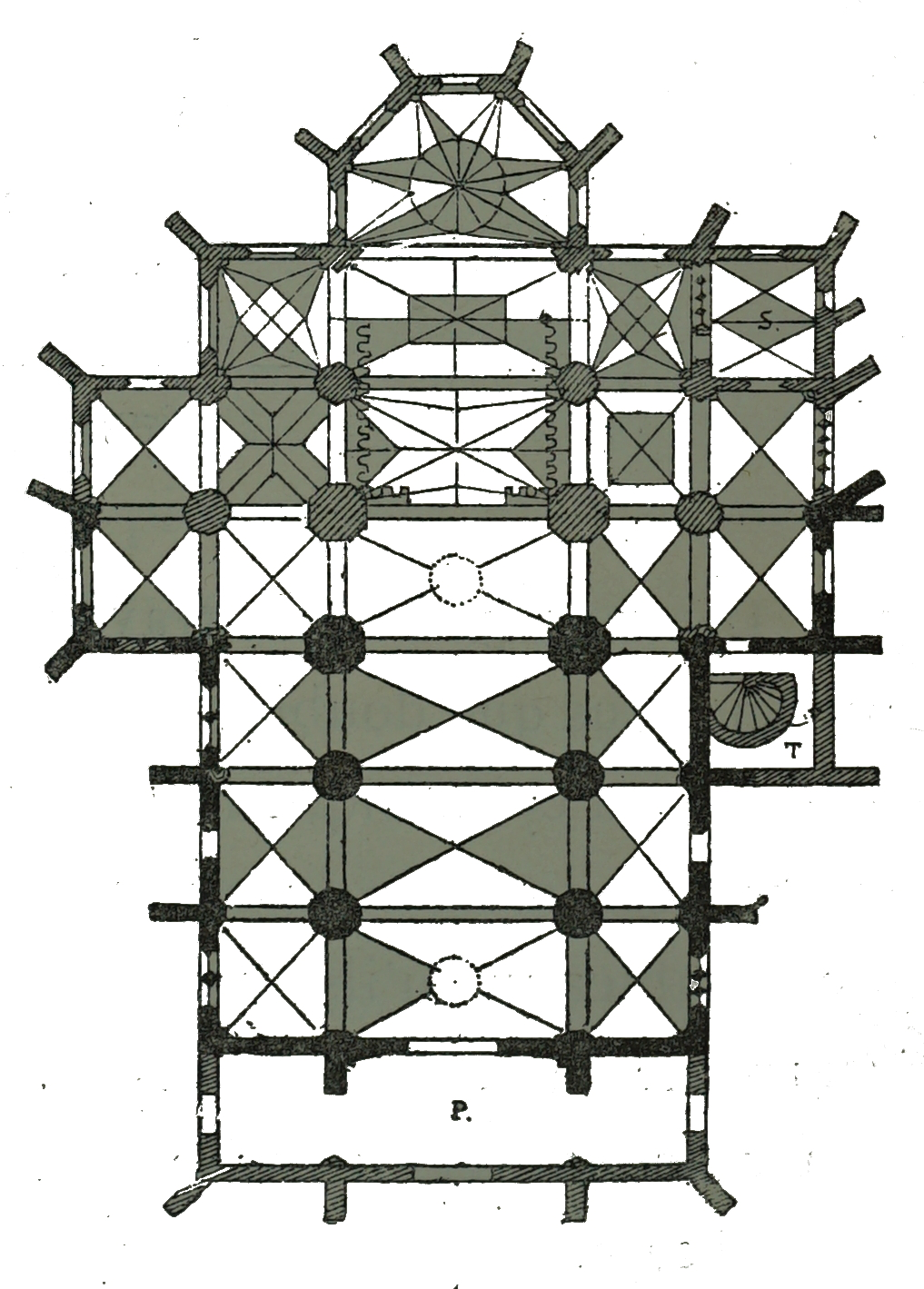
En plan par Charles Fichot.

Cette église est la plus grande des églises de l'arrondissement de Troyes. Très endommagée à la suite d'un incendie en 1702, il faut attendre un siècle avant de la réparer. Elle est sur un plan de croix latine, voûtée à l'exception du porche et a une abside à cinq pans. Elle avait encore son jubé au milieu du XVIIIe siècle. Depuis le milieu du XXe siècle, plusieurs opérations ont été menées pour la consolider et la remettre en état.

### Images

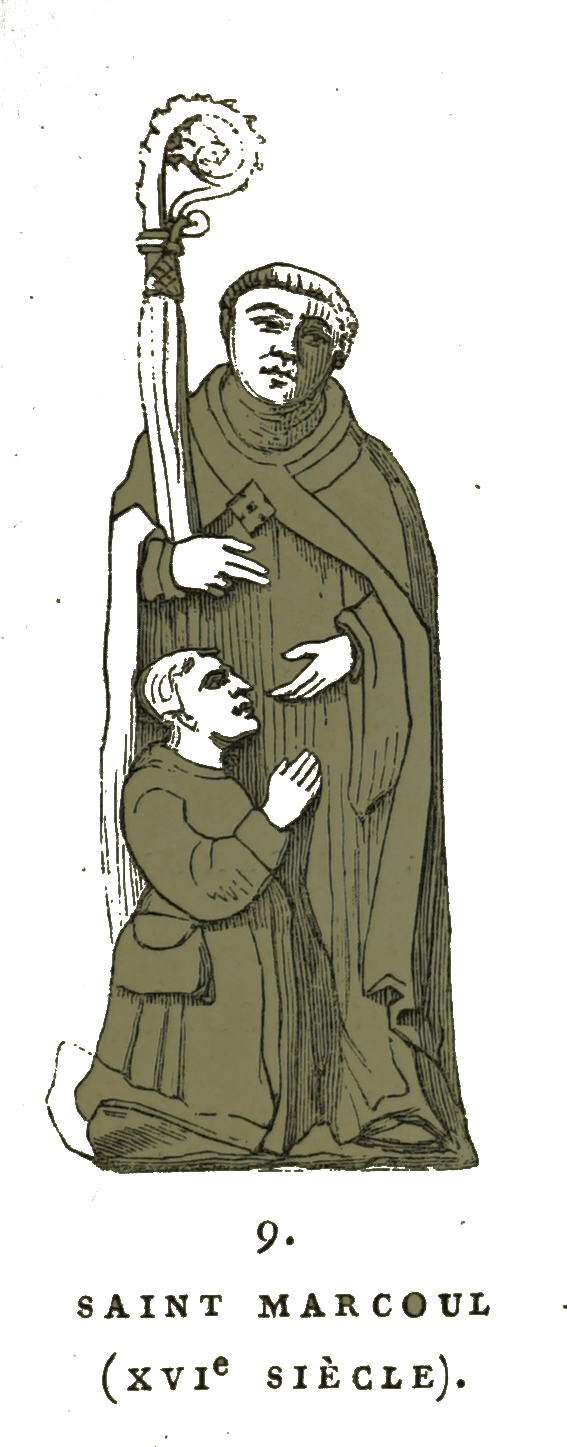
Saint Marcoul[17].
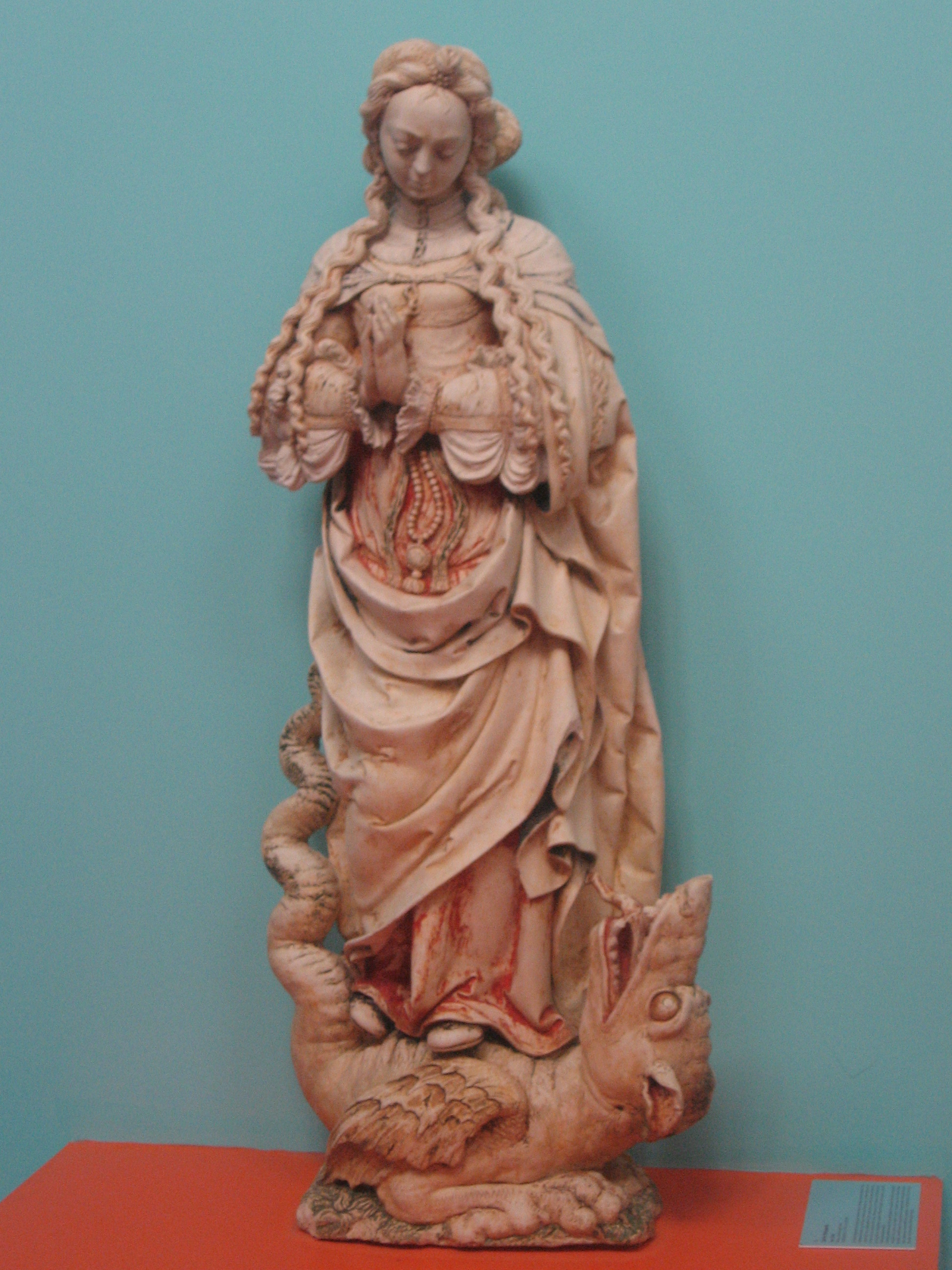
Sainte Marguerite,
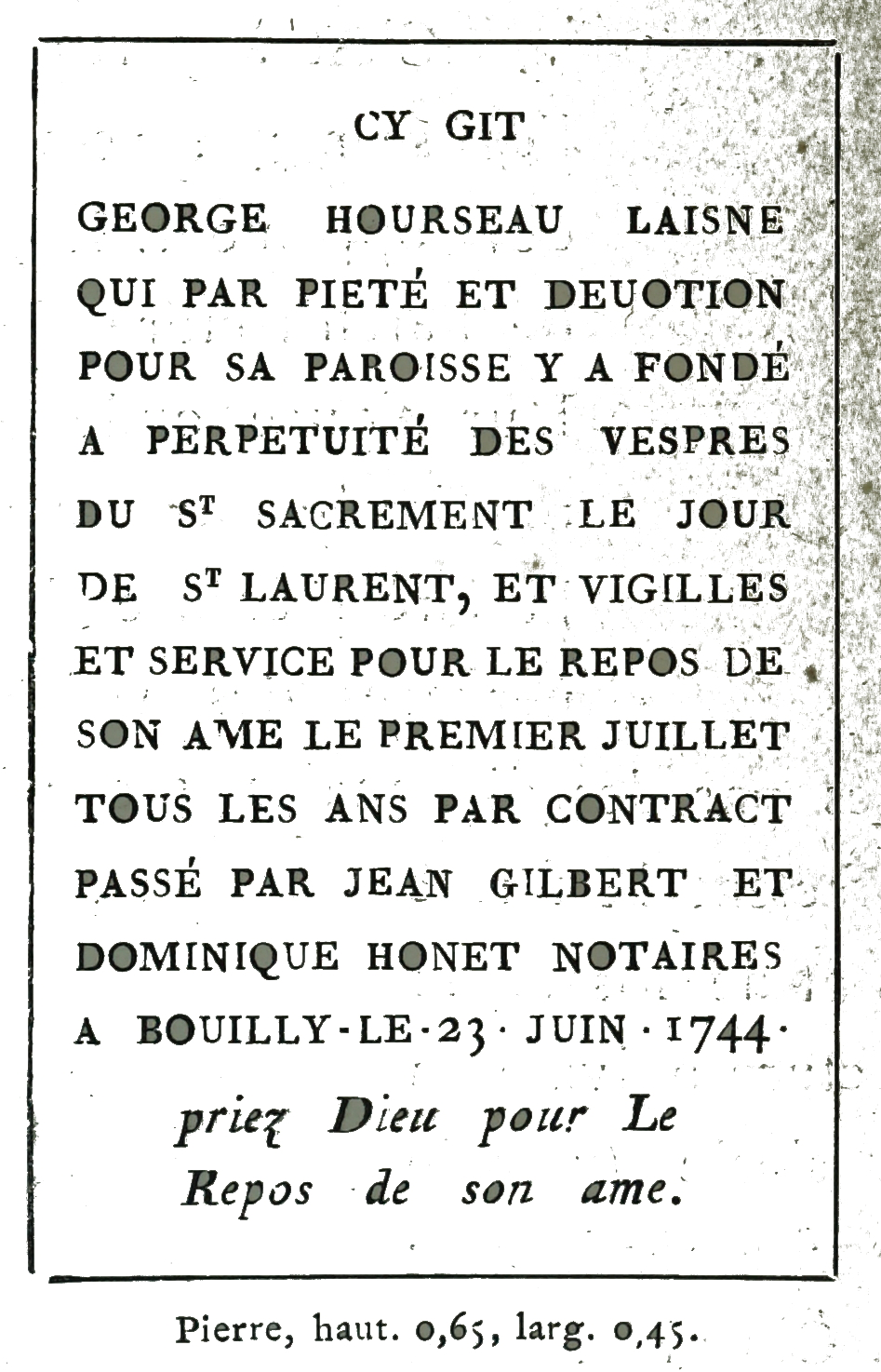
Plaque commémorative de fondation de Georges Hourseau Laisne [18],
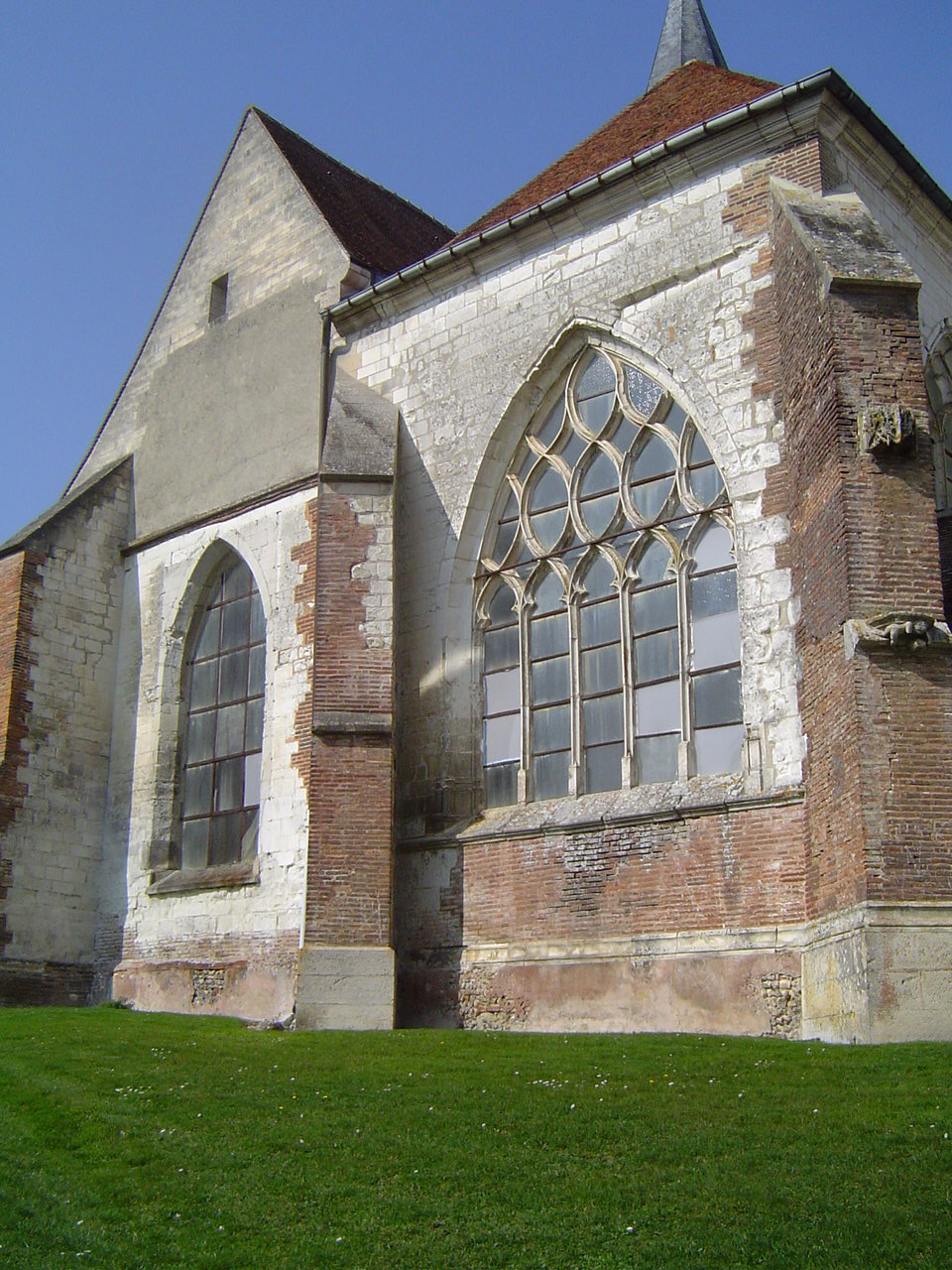
Une baie,
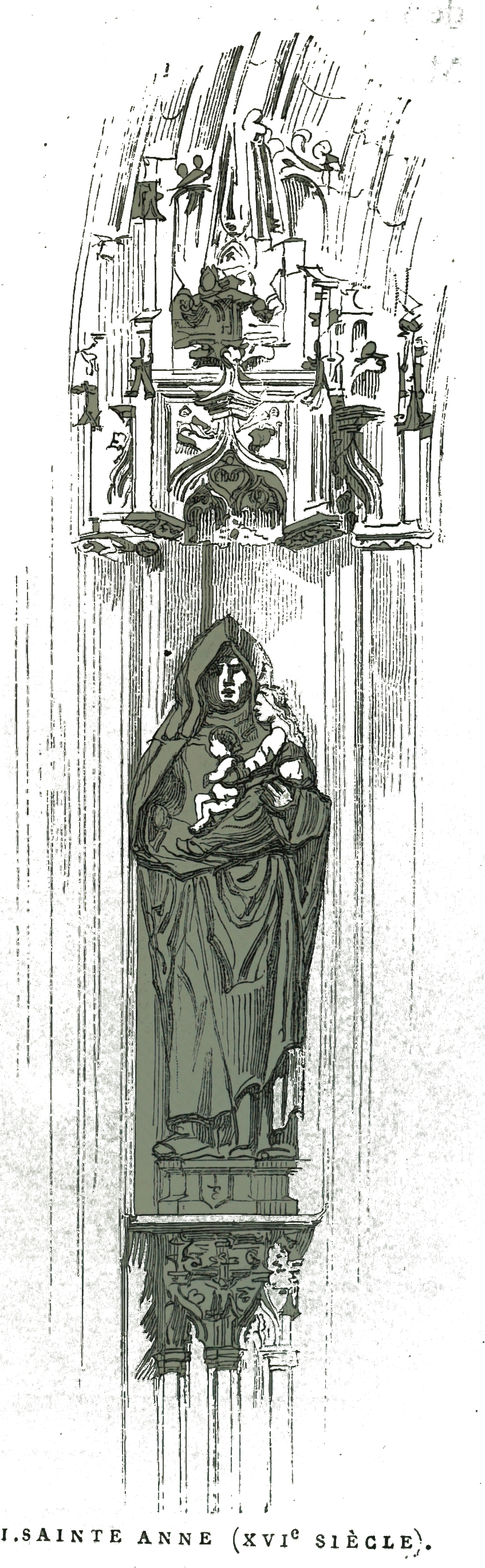
éducation de Marie,
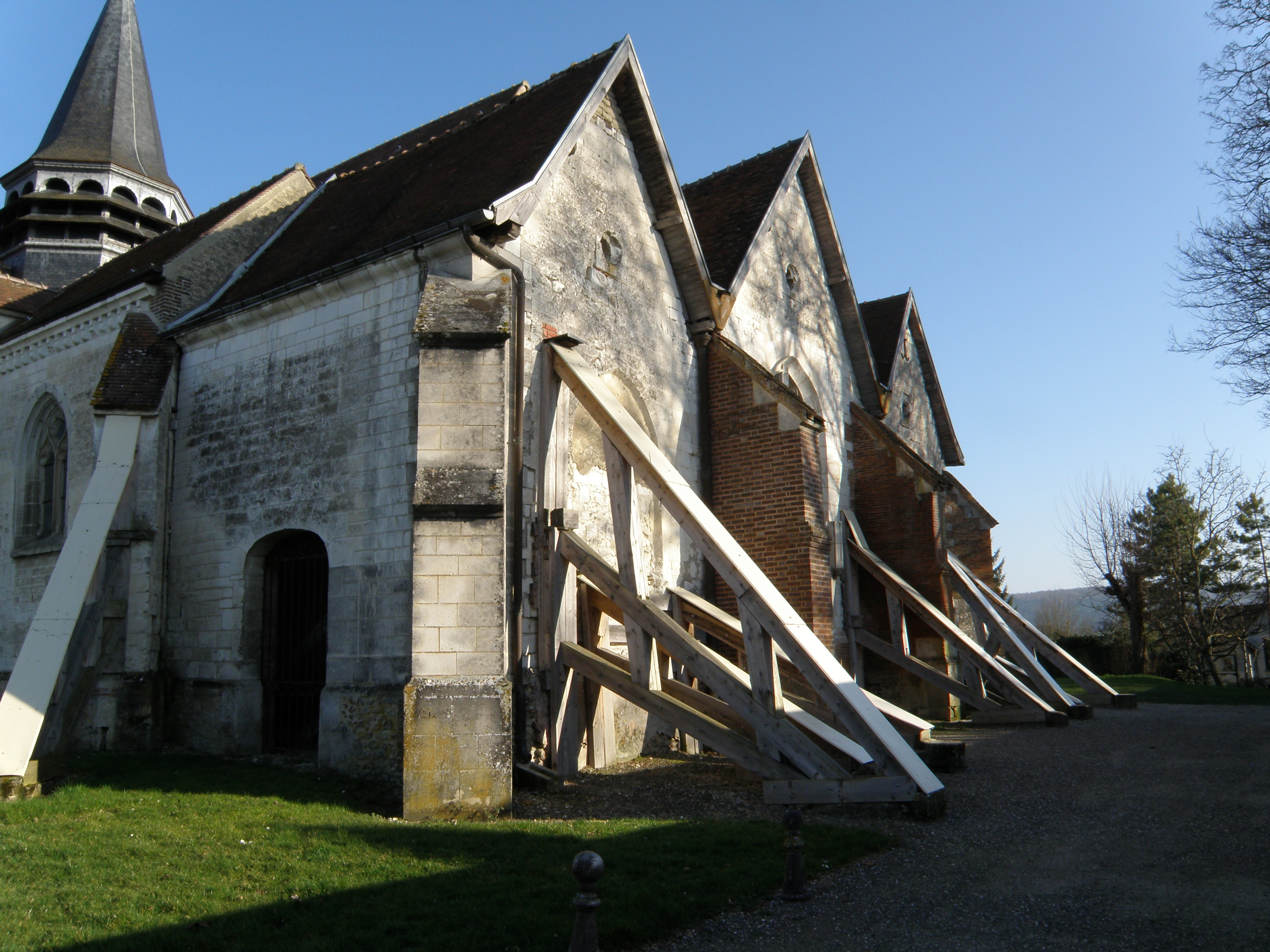
Consolidation de l'église.

## Localisation
L'église est située sur la commune de Bouilly, dans le département français de l'Aube.

## Historique
La commune est l'une des vingt-six communes regroupées dans la paroisse « de Bouilly Moussey », l'une des six paroisses de l'espace pastoral « Forêts d’Othe et d’Armance » au sein du diocèse de Troyes, le lieu de culte est l'église paroissiale Saint-Laurent. Elle était avant au Grand-doyenné de Troyes et avait comme dépendance Souligny. La cure était à la collation de l'évêque.
L'édifice est classé au titre des monuments historiques en 1909.